# Sebastião do Rojão
Sebastião Ferreira Costa, conhecido como Sebastião do Rojão (Garanhuns, 6 de março de 1935 — Caruaru, 25 de outubro de 2011) foi um cantor e compositor brasileiro.
Gravou músicas de sua autoria e de compositores e artistas renomados como Gordurinha, Elino Julião, Juarez Santiago, Walmir Silva, João do Vale, Jackson e Pedro Sertanejo.

## Discografia
- Doze Mais
- Ídolo do Nordeste
- Ídolo do Nordeste volume 2
- O Romântico Popular
- Romântico
- Bola de Baiano Não É Coco/O Sofrimento das Muié
- Coco da Bahia/Carestia
- Meu Enxoval/Tenha dó de Mim